# Ruslan Stefantschuk

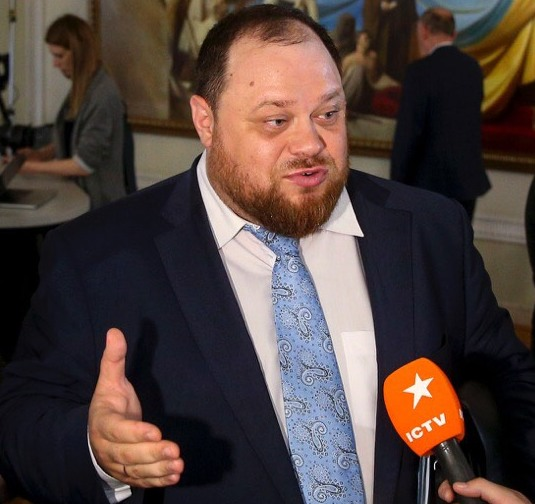
Ruslan Stefantschuk 2019

Ruslan Oleksijowytsch Stefantschuk (ukrainisch Руслан Олексійович Стефанчук; * 29. Oktober 1975 in Ternopil, Ukrainische SSR) ist ein ukrainischer Jurist, Hochschullehrer und Politiker. Seit dem 8. Oktober 2021 ist er Präsident der Werchowna Rada.

## Leben
Ruslan Stefantschuk kam in Ternopil als Sohn von Oleksij Iwanowytsch Stefantschuk, einem Orthopäden und Traumatologen in Chmelnyzkyj, zur Welt. Nachdem er die Schule in Chmelnyzkyj 1992 mit Auszeichnung abgeschlossen hatte, absolvierte er 1997 ein Jurastudium am Chmelnyzkyj-Institut für Regionalmanagement und Recht. Zeitgleich studierte er an der Podolischen Technologischen Universität in Chmelnyzkyj, die er 1999 mit einem Abschluss in Produktionsmanagement absolvierte.
Anschließend war er als Assistent an der Abteilung für Zivilrechtsdisziplinen derselben Universität tätig und trat in die Graduiertenschule des Instituts für Staatsrecht ein.
Nach Abschluss der Graduiertenschule war er ab 2000 an der Chmelnyzkyjer Universität für Management und Recht als leitender Dozent, Abteilungsleiter, außerordentlicher Professor und Professor für zivilrechtliche Disziplinen tätig. Zwischen 2005 und 2011 war er dort stellvertretender Rektor für Forschung.
In den Jahren 2011 bis 2013 leitete er die Abteilung für Probleme der Entwicklung der nationalen Gesetzgebung des Instituts für Gesetzgebung der Werchowna Rada und von 2013 bis 2014 war er Abteilungsleiter für Zivilrechtsdisziplinen. Zwischen 2014 und 2016 arbeitete er als Vizerektor für Forschung der Nationalen Akademie für Strafverfolgung der Ukraine. Ab 2016 war er als Vizerektor für Forschung an der Hochschule für Anwaltschaft der Nationalen Anwaltskammer der Ukraine beschäftigt.
Stefantschuk hat über 500 wissenschaftliche und pädagogische Beiträge veröffentlicht und ist seit 2009 korrespondierendes Mitglied der Nationalen Akademie der Rechtswissenschaften der Ukraine. Außerdem unterrichtete er an mehreren Universitäten in Kiew und Charkiw.
Nach der Präsidentschaftswahl in der Ukraine im Mai 2019 wurde er Berater des neugewählten Präsidenten der Ukraine Wolodymyr Selenskyj und gilt als Chefideologe von dessen Partei Sluha narodu (Diener des Volkes).
Nach der für diese Partei erfolgreichen Parlamentswahl in der Ukraine 2019 wurde er, auf Listenplatz zwei der Partei stehend, Mitglied der Werchowna Rada und vertritt dort den ukrainischen Präsidenten. Am 29. August 2019 wurde er bei der ersten Sitzung der neu gewählten Werchowna Rada zum ersten stellvertretenden Parlamentsvorsitzenden gewählt. Am 8. Oktober 2021 wurde er zum Vorsitzenden gewählt, nachdem sein Vorgänger entlassen worden war.

## Ehrungen
- Verdienter Arbeiter der Ukraine für Wissenschaft und Technologie[7]